# Monodrame
Le monodrame est un genre associé au théâtre et à l'opéra consistant en la présence scénique d'un seul personnage avec déclamation d'un monologue accompagné de musique, constituant un mélodrame ou une « scène lyrique » pour un artiste lyrique soliste.

## Description
Composé des termes mono-, suffixe marque le caractère unique, et -drame, pièce de théâtre, « monodrame » apparaît dans certains titres et sous-titres d'œuvres. L'expression, qui évoque le mélodrame dans le domaine musical (composition accompagnant un texte déclamé au théâtre), réfère ici à une pièce mise en musique où un personnage unique déclame un texte sous la forme d'un monologue. Le monodrame est un ouvrage unissant la voix parlée, déclamée, non chantée, à une musique instrumentale, composé pour une seule voix et parfois accompagné d'un chœur. La composante temporelle rentre en compte : il s'agit classiquement d'un monologue en une séquence. 
Le sens du terme évolue dans l'histoire, délaissant parfois l'aspect musical ou la déclamation, mais conservant néanmoins presque constamment une dimension gestuelle. Jean-Jacques Rousseau écrit en 1762 un ouvrage en un acte pour personnage unique, Pygmalion, « scène lyrique parlée avec accompagnement musical », considéré comme un des premiers mélodrames. L'écrivain n'utilise pas le terme monodrame pour qualifier son œuvre, mais la singularité de l'ouvrage préfigure le genre, car l'articulation des deux parties que sont la musique et le texte déclamé produit une structure mélodramatique nouvelle. L'on retrouve également des monologues s'y apparentant dans les opéras germaniques de la même époque, notamment chez Jiří Antonín Benda qui font en partie son succès, démontrant ainsi l'intérêt porté pour cette forme spécifique.
Johann Wolfgang von Goethe apporte une importance au terme de monodrame en qualifiant ainsi plusieurs ouvrages d'écrivains et compositeurs français : Alexis Piron, Edme-Louis Billardon de Sauvigny. Les différentes pièces mis en musique à cette époque étaient certainement destinées à être jouées entre les opéras-comique que contiennent les recueils de monodrames, constituant ainsi en quelque sorte une réduction des opéras pour une seule voix. Au cours du xixe siècle, le genre est mis à l'honneur par les compositeurs, tels que Hector Berlioz avec Lélio ou le Retour à la vie en 1832, qu'il qualifie d'abord de mélologue puis ajoute, dans une nouvelle publication en 1855, le sous-titre de « monodrame lyrique avec orchestre, chœurs et soli invisibles ». Les deux cantates de Berlioz pour le prix de Rome, Herminie (1828) et Cléopâtre (1829), sont aujourd'hui présentées en concert comme des « scènes lyriques » ou des monodrames.
Le Juré d'Edmond Picard est décrit comme un « monodrame lyrique parlé », qui est mis en musique pour piano et voix par le compositeur belge Henri Thiébault à partir de thèmes musicaux issus de Beethoven, Bach et Schumann. Le genre du monodrame connaît un véritable engouement au début du xxe siècle. Il est notamment porté par l'œuvre du metteur en scène russe Nicolas Evreïnoff, qu'il analyse et lui adosse des théories, comme celle de la « coémotion » que ressent le spectateur face au personnage seul. De manière naturelle, le monodrame est également très apprécié dans le domaine musical durant cette période, comme en témoigne le nombre d'ouvrages écrits dans ce genre : Enoch Arden de Richard Strauss en 1897 ; Erwartung de Arnold  Schönberg en 1909 ; Orphée de Jean Roger-Ducasse en 1926 (mimodrame) ; Das Weib des Intaphernes de Franz Schreker en 1933, La Voix humaine de Francis Poulenc en 1959 ; Passaggio de Luciano Berio en 1962 ; Der Riss durch den Tag de Johannes Maria Staud.